# Línia de Nordland
La línia de Nordland (o Nordlandsbanen en noruec) és una línia de ferrocarril noruega. Connecta les ciutats de Trondheim i Bodø, a una distància de 729 km. És la línia noruega de tren més llarga i és l'única d'aquest país que travessa el cercle polar àrtic.
El primer tram Trondheim-Hell es va estrenar el 1881. El tram cap a Sunnan seguira el 1905. Al principi de la segona guerra mundial, la línia arribava a Mosjøen.
Des de 1942 nazis van decidir de continuar l'obra i van explotar desenes de milers de presoners de guerra, majoritàriament de Rússia i Iugoslàvia. Molts hi va morir per les condicions de treball inhumanes. Hi ha dos monuments i un museu recordant les víctimes al llarg de la línia. La línia era coneguda com «carretera de sang» (Blodvei) pels presoners. El 1945, el tram Mosjøen-Dunderland era acabat. En aquest moment es van aturar les obres.
El tram cap a Fauske es va inaugurar el 1958 i el darrere tram Fauske-Bodø el 1962. Als anys 1990 el parlament de Noruega va decidir s'ajornar sine die el projecte de perllongar la línia cap a Tromsø. El 2019 la companyia de ferrocarrils va encarregar un nou estudi sobre la prolongació i van concloure que el projecte no era rendible.
El ferrocarril travessa la serra de Saltfjellet, que amb 1.751 metres d'altitud màxima és una de les serres més altes de Noruega.